# 奈米機器人學
纳米机器人学（nanorobotics）是建造纳米（10-9米）级别机器或者机器人的新兴学科。更具体来说，纳米机器人学指的是设计和建造由纳米或者分子级别的成分构成的、大小在0.1-10微米的纳米机器人（nanorobots）的纳米技术工程科学。这是一个当前正处于研發状态的设备，其英文为nanorobots,nanoids,nanites,nanomachines或者nanomites。
纳米机器很大程度上是在研究和开发阶段，但是一些初代分子机器和纳米马达已经获得测试。例如，有一种传感器只有1.5纳米长，可以在化学样本中对特定的分子进行计数。其第一个有用的的应用便是在纳米医学中的应用。例如，生物机器可以用于识别和摧毁癌细胞。另一个有潜力的应用是对有毒化学物质的探测及其在环境中浓度的计量。莱斯大学已经展示了一种由一个化学过程发展而来的、利用巴克球作为轮子的单分子汽车。它通过控制环境温度和放置一个扫描隧道显微镜（STM）尖端而被激活驱动。
另一种定义是：这种纳米机器人是一种可以和纳米级别物体进行精确交互的机器人，或者是一种能够以纳米级精度制造的机器人。这种设备更接近于显微镜和扫描探针显微镜，而不是作为分子机器的纳米机器人的一种描述。在这种“显微镜”定义下，即便是一个大的装置（如原子力显微镜），当被备置用来实施纳米操作的时候，都可以被认为是一台纳米机器学的设备。在这种程度上，可以以纳米尺度移动的宏观尺度的机器人或微型机器人也都可以被认为是纳米机器人。

## 以奈米機器為主題的作品
- 娜羅的名單
- 劇場版 假面騎士ZERO-ONE REAL×TIME
- 時空旅行者
- 海与天空的境界线